# 辛·西萨姆
辛·西萨木（Sinn Sisamouth，1932年8月23日—1976年）是一位柬埔寨具有影响力而高产的创作歌手，活跃于1950年代至1970年代。
辛·西萨木被认为是“高棉歌王”。他与罗·斯雷索贴、宾兰、毛·萨雷及其他高棉艺术家，将高棉传统音乐与西方的节奏布鲁斯、摇滚相结合，使当时柬埔寨的摇滚乐十分繁荣。
辛·西萨木在红色高棉执政之后失踪。
专辑《柬埔寨摇滚乐》中收录关于他的四首歌曲。美国纪录片《别认为我忘了：柬埔寨失去的摇滚乐》中有介绍他的事迹。